# Richard Vakil
Richard Vakil, folkbokförd Vákil, född 20 februari 1965 i Skaftö församling i Göteborgs och Bohus län, är en svensk konstnär. Han har illustrerat diplomen till tre Nobelpris.

## Biografi

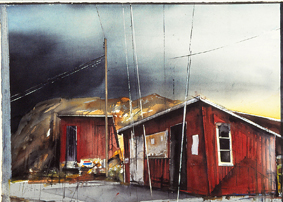
Lågtryck akvarell av Richard Vákil

Vakil växte upp i Västra Frölunda och visade tidigt fallenhet för teckning, men det var först på 80-talet som han i födelseorten Fiskebäckskil inspirerades att börja med akvarellmåleri. Efter vapenfri tjänst studerade han journalistik på Komvux. Hans första utställning kom till stånd efter ett ALU-arbete en tid senare. Efter att ha bott en tid i Falkenberg flyttade Vakil tillbaka till Lysekil där han driver Galleri Tint tillsammans med keramikern Margareta Melin och fotografen Lars Nyfjäll.
I början var Vakil mest intresserad av att skriva, men senare tog måleriet över. Han är autodidakt, och hans verk är ofta akvareller relaterade till Bohuslän, havet och skärgården där. Vakils bilder är i olika format, en del så stora som 1 x 1,5 meter. För större verk arbetar han även i akryl.
2015 var Vakil involverad i en kontrovers inför samlingsutställningen "Öppen salong" på Lysekils konsthall. Han tog ställning för konstnären Cecilia Lindstrand som fick sitt verk Bonjour tristess refuserat då det ansågs "högst olämpligt". Vakil stödde henne genom att dra in sin medverkan vid utställningen. Det kontroversiella verket föreställde tre erigerade penisar stående i en bädd av mossa, av vilka en hade en gul kyckling på toppen. Affären fick spridning långt utanför Lysekil.

## Nobeldiplom
Vid en utställning i Stockholm 2014 fick Vakil en intresseförfrågan om att illustrera ett Nobeldiplom, vilket ledde till att han ett år senare fick en officiell förfrågan av Kungliga Vetenskapsakademin. Efter det har han illustrerat kemipriset 2016 till Jean-Pierre Sauvage, Fraser Stoddart och Bernard L. Feringa, fysikpriset 2017 till Rainer Weiss, Barry C. Barish och Kip S. Thorne samt ekonomipriset 2018 till William D. Nordhaus och Paul M. Romer. Samtliga verk i diplomen är akvareller och de flesta motiven är inspirerade av hav, vatten och stränder.

## Utställningar (i urval)
- 1995 Galleri Beckman, Stockholm
- 1997 Konstfrämjandet, Uddevalla
- 2001 Orust konstförening, Orust
- 2003 Sundsbergs Gård
- 2006 Orust Konsthall Kajutan
- 2007 Galleri Hagström, akvarell
- 2009 Galleri Rita, Göteborg
- Ett flertal samlingsutställningar på Lysekils konsthall